# Luis Rivas Amat
Luis DeRivas Amiot fue un militar español que intervino en la Guerra Civil Española.
Militar procedente de milicias, alcanzó el rango de mayor de milicias y pasó a mandar un batallón de la 1.ª Brigada Mixta. En junio de 1937 asumió el mando de la recientemente creada 100.ª Brigada Mixta, cuyo núcleo fue el batallón mandado por DeRivas Amiot. Al frente de esta unidad participaría en varias operaciones. Al comienzo de la Batalla de Brunete Rivas destacó al frente de su brigada, la cual actuó como vanguardia de la 11.ª División y tomó Brunete al poco de iniciarse la batalla. En agosto de 1938, en plena batalla del Ebro, asumió el mando de la XII Brigada Internacional. El 23 de septiembre asumió brevemente el mando de la 45.ª División, en sustitución del alemán Hans Kahle. Tras ser herido y ceder el mando de la división poco después, siguió al frente de la XII Brigada.